# Yamaji Nushizumi
Yamaji Nuchizumi (山路 主住?  1704-3 de enero de 1773) fue un matemático japonés de mediados del período Edo, centrado en la reforma del calendario. En Occidente, su nombre está ligado a la formulación de un caso particular del teorema de Descartes.

## Semblanza
La familia de Yamaji afirmaba ser descendiente de Taira no Shigemori, y eran vasallos del shogunato desde que un antepasado, Yamaji Souemon Hisanaga, trabajó como asistente del shogún. En el noveno año de Kyoho (1724), cuando Nushizumi tenía 21 años, comenzó a trabajar como sirviente. Posteriormente, se convirtió en contable en 1738, pero fue despedido por "no ser bueno en el trabajo", y en 1739, volvió a trabajar como sirviente.
En el primer año de Kanen (1748), se convirtió en ayudante provisional para la confección del calendario suplementario. Sirvió como asistente de Shibukawa Noriyoshi y de Nishikawa Masayoshi, director astronómico, y viajó entre Kioto y Edo. Como colaborador cercano de Tokugawa Yoshimune, su maestro Nakane planeó convertir el calendario japonés al calendario gregoriano, y Yamaji participó en el proyecto. Sin embargo, la conversión al calendario occidental no se llevó a cabo, y como resultado, el calendario Horeki fue solo una modificación del calendario Jokyo.
En el primer año de Meiwa (1764), a la edad de 61 años, fue nombrado miembro del Tenmonkata. Recibió 100 fardos y fue el segundo en la sucesión de la familia Shibukawa. Tras la reforma del calendario, estudió el calendario occidental junto con su hijo Yamaji Yukihira y un discípulo del clan Sendai, Toita Yasusuke. En el libro del calendario Sutei, completaron una transición al calendario occidental. Este calendario fue verificado por las familias Yamaji y Yoshida del Tenmonkata. Sin embargo, en la reforma del calendario de Kansei, el calendario occidental, basado en la segunda parte del estudio del calendario realizado por Asada Gōryū y otros, resultó superior, por lo que tampoco se adoptó.
Murió el 11 de diciembre de 1773, a la edad de 69 años. Fue enterrado en el Templo Daisenji de Yanaka. Su familia estaba entonces encabezada por su hijo Yamaji Yukihira, y sus descendientes sirvieron al Tenmonkata durante generaciones.

## Como erudito del Wasan
Estudió primero con Kiuchi Kurushima (Gita), luego con Kei Nakanemoto y finalmente con Yoshisuke Matsunaga, y heredó las tres tradiciones de la secta Seki-ryu.
Enseñó matemáticas en la escuela Seki, estableció un sistema de licencias y compiló el libro introductorio "Seki School Sanpo Sojutsu" (45 capítulos en total). Formó a numerosos discípulos, entre ellos Naoen Ajima, Yorinori Arima, Sadasuke Fujita, Sadatsu Matsunaga, Yasusuke Toita, Sukeyuki Funayama y Masahiro Ishii.
Aunque sus logros matemáticos no se consideran muy originales, dejó un estudio sobre decimales periódicos llamado "Ichitanku Shojutsu".